# Bajtioraz Beisikbaev
Bajtioraz Shampekuly Beisikbaev (en kazajo: Бақтыораз Шәмпекұлы Бейсікбаев; 1920 – 26 de junio de 1941) fue un artillero y operador de radio soviético de etnia kazaja que durante la Segunda Guerra Mundial combatió en el 207.º Regimiento de Aviación de Bombarderos de Largo Alcance de la Fuerza Aérea Soviética. Fue declarado póstumamente Héroe de la Federación de Rusia y Héroe de Kazajistán después de la disolución de la Unión Soviética.

## Biografía

### Infancia y juventud
Bajtioraz Beisikbaev nació en 1920 en el seno de una familia de campesinos kazajos en la pequeña localidad rural de Ilinskoe en el Óblast de Semirechye en lo que entonces era la RASS de Turkestán, en el área de lo que actualmente es la provincia de Almatý, en Kazajistán. Al llegar a la edad militar fue reclutado por el Ejército Rojo y asignado a la Fuerza Aérea, donde alcanzó el grado de sargento como operador de radio y artillero.

### Segunda Guerra Mundial
Poco después del inicio de la invasión alemana de la Unión Soviética, que comenzó el 22 de junio de 1941, fue asignado al 1.er Escuadrón del 207.º Regimiento de Aviación de Bombarderos de Largo Alcance, parte de la 42.ª División de Aviación de Bombarderos de Largo Alcance de la 3.ª División de Aviación de Bombarderos de Largo Alcance en el frente occidental, donde voló como artillero de cola junto al piloto Aleksandr Maslov. El 26 de junio murió en combate junto con el resto de la tripulación después de que Maslov atacara un convoy de tanques alemanes en la carretera Molodechno-Radoshkovichi en un bombardero de largo alcance Ilyushin Il-4, posiblemente debido a un ataque conocido como «tarán de fuego» (que consiste en embestir con el avión contra uno o varios objetivos en tierra) aunque inicialmente este acto fue atribuido a Nikolái Gastello.

## Controversias en la posguerra sobre las circunstancias de su muerte
Inicialmente, la tripulación fue declarada desaparecida en combate por la Fuerza Aérea Soviética y, en consecuencia, se los consideró traidores potenciales. En 1951, con objeto de realizar un entierro ceremonial, los restos fueron exhumados de la supuesta tumba de Gastello, quien, como se creía, había sido quien realizó el famoso «tarán de fuego» el mismo día que la tripulación de Maslov murió y en el mismo lugar. Sin embargo, en el lugar del entierro se encontraron pertenencias personales del capitán Aleksandr Maslov y del artillero y operador de radio Grigori Reutov, ambos miembros de la tripulación de Beiskbaev. El teniente coronel Kotelnikov, quien dirigió el nuevo entierro, realizó una investigación secreta con el apoyo de las autoridades del partido, como resultado de esta nueva investigación se estableció que el avión de Aleksandr Maslov fue el que realmente se estrelló en el lugar en que Gastello supuestamente había realizado su «tarán de fuego». Dado que las conclusiones de esta nueva investigación contradecían la versión oficial, la información sobre el lugar de la muerte de los miembros de la tripulación de Maslov no se hizo pública y las circunstancias de su muerte no fueron investigadas. Los restos de Besikbaev y los otros tripulantes fueron enterrados de nuevo sin publicidad alguna en una fosa común en el cementerio de Radoshkovichi.
A finales de la década de 1980 y principios de la de 1990, muchas publicaciones concluyeron que fue realmente la tripulación de Maslov la que llevó a cabo la primera embestida en tierra, lo que llevó a que finalmente los cuatro miembros de la tripulación fueran galardonados póstumamente con la Orden de la Guerra Patria de 1.er grado, en 1992 y con el título de Héroe de la Federación de Rusia en 1996. En 1998, Besikbaev fue condecorado con el título de Héroe de Kazajistán.
A día de hoy es completamente imposible saber con exactitud cual de las dos tripulaciones fue la que realizó el ataque suicida contra la columna de tanques alemanes. Los testigos presentes en el momento de los hechos, dieron versiones contradictorias y poco después todos ellos murieron en combate, muchos documentos se perdieron durante la guerra o la inmediata posguerra y los escasos datos disponibles, la mayoría de ellos de fuentes indirectas, pueden interpretarse a favor de cualquiera de las dos versiones.

## Condecoraciones
|  | Orden de la Guerra Patria de 1.er grado (1992, póstumamente). Orden del Comandante en Jefe de las Fuerzas Armadas Conjuntas de la CEI N.º 43 del 27 de abril de 1992. |
|  | Héroe de la Federación de Rusia (1996, póstumamente). Decreto del Presidente de la Federación de Rusia N.º 635 del 2 de mayo de 1996.                                 |
|  | Héroe del Pueblo de Kazajistán (1998, póstumamente). Decreto del Presidente de la República de Kazajistán del 7 de mayo de 1998.                                      |